# Mama's Family
Mama's Family est une série télévisée américaine de sitcom en cent trente épisodes de 21 à 25 minutes diffusés sur NBC entre le 22 janvier 1983 et le 24 février 1990.

## Fiche technique
Sauf indication contraire, les informations mentionnées dans cette section peuvent être confirmées par la base de données cinématographiques IMDb,  présente dans la section « Liens externes ».
- Titre original : Mama's Family
- Réalisation : Dave Powers, Roger Beatty, Harvey Korman et Dick Martin
- Scénario : Dick Clair, Jenna McMahon, Jim Evering, Rick Hawkins, Dorothy Van, Neil Lebowitz, Gene Perret, Liz Sage, Chuck Bulot, M. J. Cody, Sydney Blake, Dale Phillips, Bill Braunstein, Jim Geoghan, Albert DaSilva, Ann Elder, Danny Kallis, Beverly Archer et Gordon Mitchell
- Photographie :
- Musique : Peter Matz et Dick Walter
- Casting : Rhonda Young, Pamela Basker, Fern Champion, Justine Jacoby, Pat Melton, Donna Rosenstein et Gilda Stratton
- Montage : Patrick Williams, Bob Bernstein, Joe Bella, Marc Lamphear, Chris Love et Frank Mazzaro
- Décors : Bill Harp, William F. Calvert et Steve Hill
- Costumes : Ret Turner
- Production : Rick Hawkins, Jim Evering, Dave Powers, Neil Lebowitz, Dick Clair, Jenna McMahon, Harvey Korman et Fred Rubin
  - Producteur délégué : Joe Hamilton
  - Producteur exécutif : John Hamilton
  - Producteur superviseur : Robert Wright et Ed Simmons
  - Coproducteur : Liz Sage
- Sociétés de production : Joe Hamilton Productions
- Société de distribution : Lorimar Productions et Warner Bros. Television Studios
- Chaîne d'origine : NBC
- Pays d'origine :  États-Unis
- Langue originale : anglais
- Genre : Sitcom
- Durée : 21 à 25 minutes

## Distribution

### Acteurs principaux
- Vicki Lawrence : Thelma Mama Crowley Harper
- Ken Berry : Vinton Harper
- Dorothy Lyman : Naomi Oates Harper
- Allan Kayser : Bubba Higgins
- Beverly Archer : Iola Lucille Boylen
- Eric Brown : Vinton Harper, Jr.
- Karin Argoud : Sonja Harper
- Harvey Korman : Alistair Quince
- Rue McClanahan : Tante Fran Crowley
- Betty White : Ellen Harper Jackson

### Acteurs secondaires et invités
- Carol Burnett : Eunice Higgins
- Alan Oppenheimer : Mair Alvin Tutweiler
- Earl Boen : Révérend Lloyd Meechum
- Anne Haney : Alberta Meechum
- Ted Zeigler : Sam
- Joseph Campanella : M. Hanson
- Geoffrey Lewis : Claude Cainmaker
- Troy Evans : le présentateur local
- Brent Spiner : Billy Bob Conroy
- Barney Martin : Billy Field
- Imogene Coca : Gert Corey
- Jack Gilford : Alvin Thompson
- Nicholas Worth : Big John McCall
- Kathleen Freeman : Big Joan McCall
- William Windom : Woody Miller
- Gloria DeHaven : Sally Nash
- Richard Dawson : lui-même
- Jerry Reed : Leonard Oates
- John Sylvester White : M. Vogelman
- Marshall R. Teague : Chuck, le professeur de karaté
- Fred Willard : Willie Potts
- Amy O'Neill : Ellen Harper petite
- Michael Constantine : Juge Willard E. Packard
- Murray Hamilton : Oncle Roy Harper
- Conrad Janis : Dwight Nettles
- Marnette Patterson : Dorie
- Yeardley Smith : Bonita Rokeke
- Joyce Brothers : elle-même
- Grant Heslov : T-Boy
- Francine York : grand-mère Francine
- Michael Fairman : Joe
- Lewis Arquette : Grand Viper
- William Frankfather : Lester Herdman
- Helen Page Camp : Pearl
- John Ingle : M. Tucker
- Donald May : Sergent Gibbs
- Bibi Osterwald : Mme Minter
- Nikki Cox : Iola Boyland jeune
- Mary Pat Gleason : Arlene Madison
- Alex Trebek : lui-même
- Graham Jarvis : M. Carstairs
- Liz Torres : Madame Rita
- James Hampton : Keith Wheeler
- Hamilton Camp : Dr Bishop
- Richard McGonagle : Arthur Booth
- Teddy Wilson : Gus
- Pat Crawford Brown : Joanne Mickley
- Marge Redmond : Lolly Purdue
- Jason Wingreen : Fred Gebhart
- Roy Stuart : Bradford Wellman
- Gino Conforti : Baba
- Patricia Alice Albrecht : Sally Bowers
- Amelia Kinkade : une punk

## Épisodes

### Saison 1
1. Vit and the Kids Move In
2. For Beter or for Worse
3. The Wedding: Part 1
4. The Wedding: Part 2
5. Family Feud
6. Cellmates
7. Mama Gets a Job
8. Double Standard
9. Mama's Boyfriend
10. Fran's Dress
11. Alien Marriage
12. Positive Thinking
13. Mama's Silver

### Saison 2
1. Flaming Forties
2. The Return of Leonard Oates
3. Country Club
4. Naomi and the Stork
5. Rashomama
6. Obscene Call
7. Ellen's Boyfriend
8. Aunt Gert Rides Again
9. Amateur Night
10. The Mama Who Came to Dinner
11. Mama Learns to Drive
12. Black Belt Mama
13. Mama Buys a Car
14. Supermarket
15. No Room at the Inn
16. Mama for Mayor: Part 1
17. Mama for Mayor: Part 2
18. Harper Versus Harper
19. Mama's Birthday
20. Mama Cries Uncle
21. Ask Aunt Fran
22. A Grave Mistake

### Saison 3
1. Farewell, Frannie
2. Where There's a Will
3. Best Medicine
4. National Mama
5. Soup to Nuts
6. Mama and Dr. Brothers
7. Cat's Meow
8. The Love Letter
9. An Ill Wind
10. Steal One, Pearl Two
11. Where There's Smoke
12. Fly Naomi
13. Santa Mama
14. Desperately Seeking Anyone
15. Porn Again
16. Have It Mama's Way
17. Brithright
18. Grandma USA
19. Buck Private Bubba
20. Mama's Cousin
21. Mama with the Golden Arm
22. It Take Two to Watusi
23. Fangs a Lot, Mama
24. The Best Policy
25. After the Fall

### Saison 4
1. Educating Mama
2. Zirconias Are a Girl's Best Friend
3. The Key to the Crime
4. Breaking Up Is Hard to Do
5. A Big Han for Mama
6. Flounder's Day
7. Teacher's Pet
8. Child's Play
9. Mama Mania
10. Gift Horse
11. Workman's Holiday
12. Mama Sees Red
13. A Room with No View
14. The Sins of the Mother
15. A Friend Indeed
16. I Do, I Don't
17. Mama Gets the Bird
18. Mama's Girls
19. Mama on Jeopardy!
20. Mama Goes Hawaiian: Part 1
21. Mama Goes Hawaiian: Part 2
22. Bubba's Double Date
23. Bed and Breakdown
24. Noami's Identity Crisis
25. Pomp and Circumstance

### Saison 5
1. Ladies Choice
2. Baby Talk
3. Naomi's New Position
4. The Really Loud Family
5. Many Unhappy Returns
6. Found Money
7. My Mama, Myself
8. Full House
9. Bedtime for Bubba
10. What a Dump
11. Mama Bell
12. Very Dirty Dancing
13. Mama's Layaway Plan
14. My Phony Valentine
15. The Big Wheel
16. More Power to You
17. Mama in One
18. There's No Place Like… No Place
19. April Fools
20. Reading the Riot Act
21. A Taxing Situation
22. The Mama of Invention
23. Hate Thy Neighbor
24. Dependence Day
25. Mama Makes Three

### Saison 6
1. Mama's Medicine Show
2. An Affair to Forget
3. Mr. Wrong
4. Now Hear This
5. Tri-State's Most Wanted
6. Mama Fights Back
7. A Blast from the Past
8. Psychic Pheno-Mama
9. Take My Mama, Please!
10. Bubba's House Band
11. Mama Takes Stock
12. War of the Roses
13. Mama Takes a Dive
14. Mama Gets Goosed
15. The Big Nap
16. Pinup Mama
17. Guess Who's Going to Dinner
18. Look Who's Breathing
19. There Is Nothing Like the Dames
20. Bye-Bye – Baby!